# John Stroeder
John Stroeder, né le 24 juillet 1958, à Bremerton, dans l'État de Washington, est un ancien joueur américain de basket-ball. Il évolue au poste d'ailier fort. 

## Palmarès
- All-CBA Second Team 1989